# Avnbøg (slægt)
Slægten Avnbøg (Carpinus) er udbredt i Europa, Østasien og Nordamerika med ca. 15 arter. Avnbøgene er træer eller buske med meget tungt og massivt ved. Bladene er løvfældende og spredtstillede med savtakket rand. Blomsterne er samlet i hængende rakler, der ofte først ses under løvspringet. De hanlige blomster sidder enkeltvis i højbladets bladhjørne, mens de hunlige sidder parvist i højbladets bladhjørne. Hver hunblomst er omsluttet af et ægformet eller trelappet hylsterblad, der er dannet ud fra højbladet og to forblade. Frugterne er enlige nødder. Her beskrives kun de arter, som er vildtvoksende i Danmark, eller som dyrkes her.
| Beskrevne arter |

- Avnbøg (Carpinus betulus)
- Amerikansk avnbøg (Carpinus caroliniana)
- Hjertebladet avnbøg (Carpinus cordata)
- Japansk avnbøg (Carpinus japonica)
- Koreaavnbøg (Carpinus coreana)
- Orientalsk avnbøg (Carpinus orientalis)

| Andre arter |

- Carpinus faginea
- Carpinus fargesiana
- Carpinus henryana
- Carpinus kawakamii
- Carpinus laxiflora
- Carpinus polyneura
- Carpinus tschonoskii
- Carpinus turczaninovii
- Carpinus viminea